# سیاه کردگوابر
سیاه‌کردگوابر (یا سایده‌ور)، روستایی از توابع بخش کومله شهرستان لنگرود در استان گیلان ایران است.

## جمعیت
این روستا در نزدیکی منطقه کومله قرار دارد و براساس سرشماری مرکز آمار ایران در سال ۱۳۸۵، جمعیت آن ۱۲۹ نفر (۳۹خانوار) بوده‌است. جمعیت کنونی در سال ۱۴۰۴در حال حاضر ۵۸ نفر هست.
اکثر مردم روستا شغل آنها چای و مرکبات هست. 
اولین دهیار روستاه سیاهکردگوابر یک خانم می باشد 
روستا صفر سرا جزئی از این  روستا محسوب میشود 
چشمه آب این روستا خیلی معروف است.و همچنین چشمه های فراوان در این روستا وجود دارد
گوابر به معنای جایگاه میباشد وسیاه کردگوابر ظاهرا  یعنی جایگاه کرد سیاه البته دردامنه جنوبی شرق گیلان اسامی مشابه ان زیاد هست مانند اسماعیل گوابر وجور گوابر وپایین گوابر ازمحدوده سیاهکل تارحیم اباد روستاهایی بااین نام زیاد هست چون ازنظر مردم این نواحی کرد نماد ویا نشانه قدرت وتوانمندی بوده
رابینوف سیاح ونویسنده روس بیش از صدسال پیش به گیلان سفر کرد واز روستاهای مختلف دیدن کرد ودرباره هرکدام مطالبی نوشت ودرباره روستای سیاهکردگوابر مینویسد که کلمه سیاهکردگوابر اسم جدیدی هست وقدمت زیادی ندارد واسم اصلی ومکان ان جایی بنام میانسره ویا میانسرا میباشد که امروزه قسمتی ازان بعنوان قبرستان روستای فوق محسوب میشود

## منابع

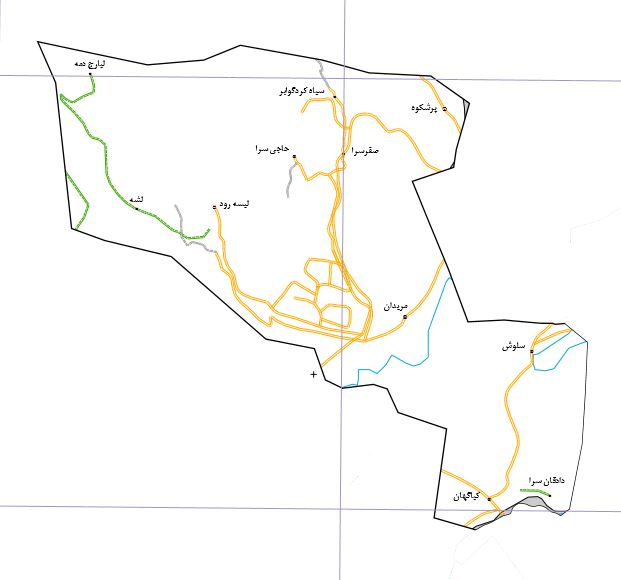